# Anton Rausch (Widerstandskämpfer)
Anton „Toni“ Rausch (* 6. November 1913 in Kirchbichl; † 30. Juni 1944 in München) war ein österreichischer Widerstandskämpfer gegen den Nationalsozialismus in Kitzbühel.

## Leben
Rausch war bereits früh Teil der Arbeiterbewegung und war nach seiner Teilnahme am sozialdemokratischen Februaraufstand 1934 gegen den Ständestaat für einige Wochen in Haft. Nachdem er aus gesundheitlichen Gründen aus dem Militärdienst entlassen worden war, leitete er ab 1939 die Konsumfiliale Kitzbühel.
Während der Zeit des Nationalsozialismus schloss sich Rausch dem kommunistischen Widerstand unter dem Berliner Robert Uhrig an und leitete die Kitzbüheler Uhrig-Gruppe, die unter dem Namen „Roby“ (einem Spitznamen für Uhrig) agierte. Der Gruppe gehörten auch Andreas Obernauer, Josef Pair, Viktor da Pont und Ignaz Zloczower an. Die Gruppe war in der Roten Hilfe aktiv und veranstaltete illegale Informationstreffen. Rausch soll neue Mitglieder für die Gruppe angeworben und während Uhrigs beiden Tirol-Aufenthalten an einigen Besprechungen teilgenommen haben. Uhrigs zweite Tirol-Reise im Herbst 1941 wurde von der Gestapo durch einen Spitzel detailliert überwacht.
Am 4. Februar 1942 wurde er verhaftet. Während seines Gefangenentransports nach Innsbruck konnte er die Kufsteiner Uhrig-Gruppe warnen. Vom 7. Jänner bis zum 23. September 1943 war er im KZ Dachau. Wie auch andere Mitglieder des Widerstands im Tiroler Unterland (u. a. Adele Stürzl) landete er vor dem Volksgerichtshof unter Hermann Granzow. Am 7. April 1944 verurteilte der Volksgerichtshof ihn zum Tod. Das Urteil wurde mit „organisatorischer und agitatorischer Vorbereitung zum Hochverrat in Tateinheit mit landesverräterischer Begünstigung“ begründet. Am 30. Juni 1944 wurde er in München-Stadelheim hingerichtet.

## Würdigung
Im Gemeinderat von Rauschs Heimatgemeinde Kirchbichl wurde 1955 ein Antrag, ein Denkmal für ihn vor der Volksschule zu errichten und den Platz nach ihm zu benennen, zurückgestellt. 2015 entschied der Kulturausschuss der Gemeinde Kitzbühel, für die fünf Kitzbüheler Mitglieder der Uhrig-Gruppe eine Gedenktafel in der Katharinenkirche zu errichten.